# Bečki listići
Bečki listići su najstariji spomenik hrvatske liturgijske književnosti na hrvatskoslavenskom jeziku i najstariji svjedok češko-hrvatskih kulturnih veza. Dva pergamentna lista ispisana formativnom glagoljicom potječu s kraja XI. ili početka XII. st. Našao ih je i opisao Vatroslav Jagić (1890.). Čuvaju se u Narodnoj (nekadanjoj Dvorskoj) biblioteci u Beču, pa im otuda i naziv. Osim prefacije i oracije sadrže i početak epistolarne lekcije (prva Pavlova poslanica Korinćanima 4,9–16), tj. riječ je o proširenu gregorijanskom sakramentaru malih dimenzija, lako prenosivu, kojim su se služili misionari. Bečki listići povezani su sadržajno s Kijevskim listićima, češko-moravskim crkvenoslavenskim spomenikom iz X. st., što svjedoči da dodiri češke i hrvatske kulture sežu u XI. ili čak u X. st. Te spomenike povezuje i tzv. liturgija svetoga Petra. Riječ je o liturgiji koja se proširila po Iliriku, a nastala je prevođenjem latinske mise svetoga Grgura na grčki. Tragovi te liturgije vidljivi su u hrvatskoglagoljskim misalima još u XIV. i XV. st.

## Vanjske poveznice
- Trideset bisera hrvatske glagoljičke kulture